# O Sonho da Mulher do Pescador

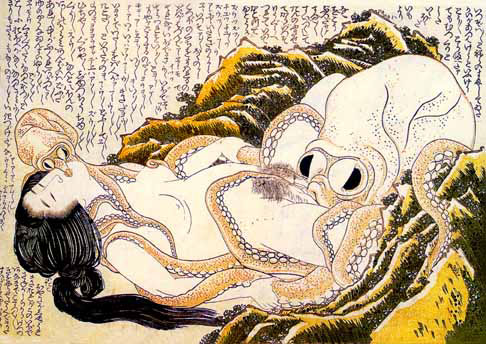
O Sonho da Mulher do Pescador, de Hokusai.

O Sonho da Mulher do Pescador (em japonês: 蛸と海女; transliteração: Tako to amá, "Os polvos e a mergulhadora") é uma xilogravura erótica sem título, do gênero ukiyo-e, criada pelo artista plástico japonês Katsushika Hokusai.  A gravura, que abria a coletânea Kinoe no Komatsu, publicada em 1814, mostra uma mulher sendo enlaçada e estimulada sexualmente por dois polvos, nos mamilos, boca e vagina.
Criada no  período Edo, época da ressurgência da religião xintoísta, é talvez uma das primeiras representações de erotismo baseado em tentáculos (触手強姦, transl.:  shokushu goukan)  e um dos exemplos mais conhecidos de shunga (arte erótica japonesa). O corpo inteiramente nu do personagem feminino faz dessa gravura uma exceção entre as shunga, nas quais a nudez era, em geral, ausente. Familiar aos japoneses que frequentavam os banhos públicos mistos, a nudez não tinha o caráter erótico de que se revestia aos olhos ocidentais.
Os polvos e a  mergulhadora inspirou vários artistas e é considerada como um dos elementos fundantes do hentai do tipo shokushu (触手, :   tentáculo).